# Dominique Page
Pour les articles homonymes, voir Page.
Dominique Page, de son vrai nom Mathilde Sousin, est une actrice française née le 1er septembre 1933 à Paris 12e et morte le 2 mai 2019 à Paris 17e.
repose au cimetière parisien de Pantin, division 146

## Filmographie

### Cinéma
- 1951 : Les deux gamines de Maurice de Canonge
- 1952 : Nez de cuir de Yves Allégret
- 1952 : Monsieur Leguignon lampiste de Maurice Labro
- 1953 : Des quintuplés au pensionnat de René Jayet
- 1953 : Les Enfants de l'amour de Léonide Moguy : Liliane
- 1953 : Cent Francs par seconde de Jean Boyer : l'épouse du jeune marié concurrent
- 1953 : Suivez cet homme de Georges Lampin
- 1953 : Capitaine Pantoufle de Guy Lefranc : Zite, la bonne
- 1954 : Leguignon guérisseur de Maurice Labro
- 1955 : La Cage aux souris de Jean Gourguet : Ficelle
- 1955 : Marie-Antoinette reine de France de Jean Delannoy : une émeutière
- 1955 : L'Affaire des poisons de Henri Decoin : la fille enceinte
- 1956 : Zaza de René Gaveau : la bonne de Mme Dufresne
- 1956 : C'est arrivé à Aden de Michel Boisrond : Lucette
- 1957 : Méfiez-vous fillettes de Yves Allégret : Sophie
- 1957 : Une nuit au Moulin-Rouge de Jean-Claude Roy
- 1958 : Les Gaîtés de l'escadrille de Georges Péclet : L'esthéticienne
- 1958 : Les Tricheurs de Marcel Carné : Nicole, la fiancée de Bernard
- 1958 : Trois Jours à vivre de Gilles Grangier
- 1958 : Maigret tend un piège de Jean Delannoy : la bonne des Maurin
- 1958 : La P... sentimentale de Jean Gourguet
- 1959 : Rue des prairies de Denys de La Patellière : Josette, la prostituée respectueuse
- 1959 : Filles de nuit de Maurice Cloche
- 1960 : Ravissante de Robert Lamoureux : Hélène
- 1961 : L'Engrenage de Max Kalifa
- 1964 : Une ravissante idiote de Édouard Molinaro : Rosemary
- 1964 : La Chasse à l'homme de Édouard Molinaro : Mauricette
- 1964 : Le Rond-point des impasses, court-métrage de Alain Cuniot : (voix d'une narratrice)
- 1965 : Mission spéciale à Caracas de Raoul André : Lydia
- 1966 : Le Voyage du père de Denys de La Patellière : la voisine de Marie-Louise
- 1966 : Soleil Noir de Denys de La Patellière (non créditée)
- 1967 : Oscar de Édouard Molinaro : Bernadette

### Télévision
- 1962 : Le Théâtre de la jeunesse (série) — « Gargantua » de Pierre Badel
- 1965 : Vergalade (téléfilm) de François Chatel
- 1965 : Le Legs (téléfilm) de Jean-Paul Sassy : Lisette
- 1966 : Gerfaut (feuilleton) de François Gir : Reine, la fille de l'aubergiste
- 1966 : En votre âme et conscience (série) - épisode « L'affaire Wladimiroff ou La carte de visite » de Pierre Nivollet
- 1969 : Allô Police (série) - épisode 31 « L’enquête invisible » de Ado Kyrou : La jeune femme

### Réalisatrice
- Une vie semée de fleurs et de plumes (documentaire)

### Doublage
- 1961 : Mon séducteur de père de George Seaton
- 1961 : Ville sans pitié de Gottfried Reinhardt : voix française de Christine Kaufmann
- 1962 : Foudres sur Babylone de Silvio Amadio : voix française de Jackie Lane
- 1962 : L'Épée enchantée de Bert I. Gordon : doublage voix française
- 1969 : Les Fous du volant (série d'animation) : voix française de Pénélope Joli-Cœur
- 1973 : La dialectique peut-elle casser des briques ? de René Viénet : doublage voix française
- 1978 : Pair et Impair de Sergio Corbucci : voix française de Bambolotta
- 1983 : Escroc, Macho et Gigolo de Bruno Corbucci : voix française de Debora

## Théâtre
- 1958 : Oscar, pièce de Claude Magnier, mise en scène par Jacques Mauclair : Bernadette
- 1961 : Oscar, pièce de Claude Magnier, mise en scène par Jacques Mauclair : Bernadette

Six personnages en quête d’auteur